# Teutschenthal
Teutschenthal är en kommun och ort i Saalekreis i förbundslandet Sachsen-Anhalt i Tyskland.